# Kuhano vino
Kuhano vino je toplo alkoholno piće. Poslužuje ga se i kao hladno i kao vruće. Može mu se dodati šećer i neki začini poput cimeta i klinčića. 
Vina koja se kuha obično nisu vrhunska i skupa, jer u kuhanom vinu prevlada aroma klinčića i cimeta, zbog čega se izvorni vinski bouquet i tako izgubi.

## Priprava
Najviše pažnje zahtjeva zagrijavanje vina, kojom se manje ili više smanjuje količinu alkohol. Budući da etilni alkohol isparava na 83 °C, ne smije se zagrijati na višu od ove temperature. 
U Njemačkoj se ponekad pripravlja s dodatkom ruma kao takozvani Feuerzangenbowle. Nad lonac kuhanog vina postavlja se rešetka s rafiniranim šećerom natopljenim u rumu. Šećer se tada zapali, pri čemu se zajedno s rumom otopi i ocijedi u vino.
Nordijska inačica kuhanog vina, glögg, aromatizira se bademima i grožđicama te se uvijek zaslađuje i začinjava. Ponekad se pravi i na bazi drugih alkoholnih pića ili voćnog soka.

## Začini
Najčešće se kuhanom vinu dodaju klinčići, cimet, anis, đumbir, kardamon, lovorov list, kore limuna, naranče (i sok) i zelenog limuna, ponekad čak i kriške mandarine.

## Vanjske poveznice
- Kuhano vino, Tradicionalni domaći recepti
- Zima miriše na kuhano vino, Večernji list